# كابياء صغيرة شيبونية
كابياء صغيرة شيبونية (الاسم العلمي:Microcavia shiptoni) هي نوع من الحيوانات يتبع جنس كابياء صغيرة من فصيلة الكابيائية.